# Rozgałęzienia typu dychotomicznego

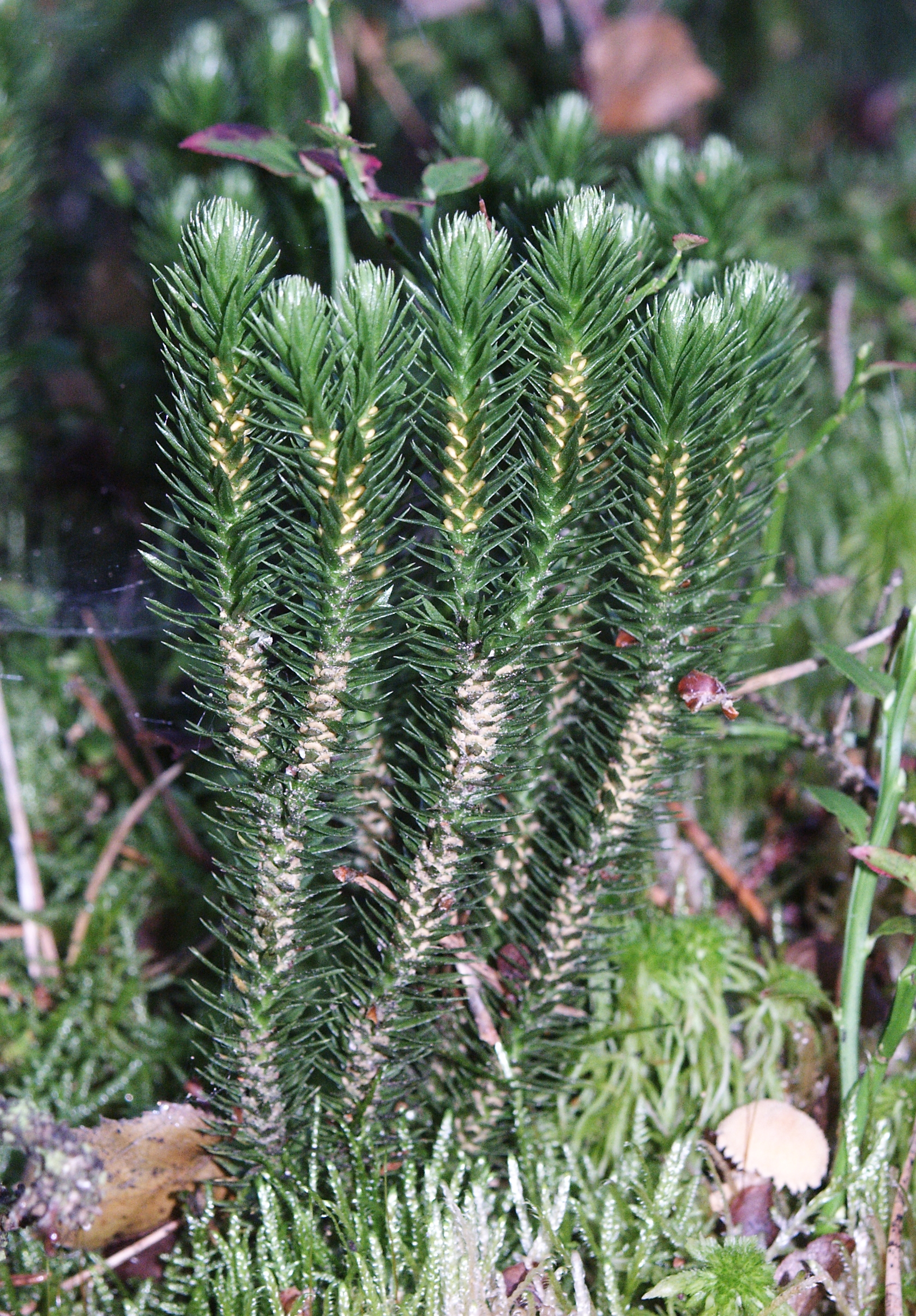
Wroniec widlasty

Rozgałęzienia pędu typu dychotomicznego, widlaste – w przypadku pędów charakterystyczne są dla widłaków. Powstają w wyniku podziału pąka szczytowego dzięki czemu powstają dwa odgałęzienia. Rozgałęzienia dychotomiczne występują także w żyłkach liścia w obrębie paprotników i niektórych nagonasiennych (np. u miłorzębu dwuklapowego).
U niektórych widłaków występują rozgałęzienia pseudomonopodialne. U roślin tych (np. u widłaka goździstego) po podziale dychotomicznym jedno z odgałęzień rośnie silniej i odsuwa na bok słabiej rosnące.
Podobne rozgałęzienia pseudodychotomiczne powstają w wyniku ustania wzrostu pąka szczytowego i wzrostu odgałęzień bocznych z naprzeciwległych pąków pachwinowych. Występują np. u jemioły pospolitej i lilaka pospolitego.